# Edward Sugden, 1. Baron St. Leonards

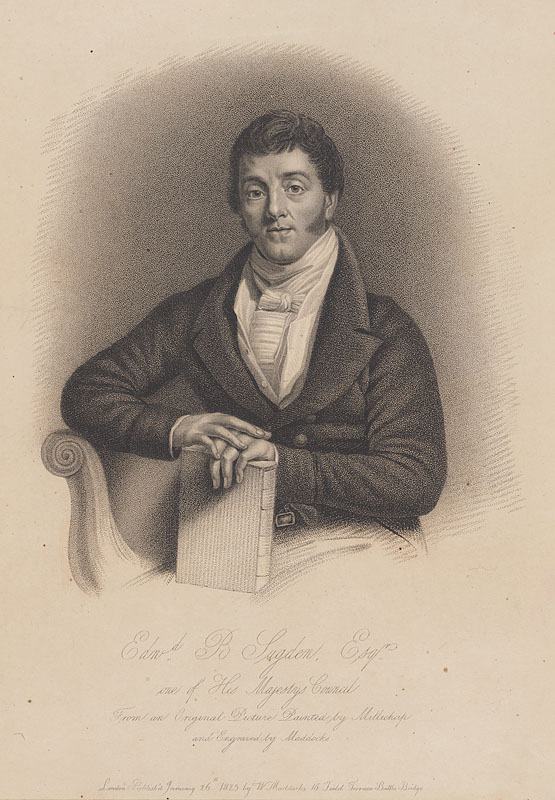
Edward Burtenshaw Sugden, 1. Baron St. Leonards

Edward Burtenshaw Sugden, 1. Baron St. Leonards (* 12. Februar 1781; † 29. Januar 1875) war ein britischer Jurist und Politiker der Tories sowie später der Conservative Party, der einige Jahre Abgeordneter des House of Commons, 1834 und 1841 bis 1846 Lordkanzler von Irland sowie 1852 Lordkanzler war.

## Leben

### Frühe Karriere
Sugden absolvierte nach dem Schulbesuch ein Studium der Rechtswissenschaften und nahm nach der anwaltlichen Zulassung am Lincoln’s Inn 1807 eine Tätigkeit als Barrister auf. Für seine anwaltlichen Verdienste wurde er 1822 sogenannter „Bencher“ der Anwaltskammer von Lincoln’s Inn.
1828 wurde Sugden als Kandidat der konservativen Tories erstmals zum Abgeordneten des House of Commons gewählt und vertrat dort zunächst bis 1831 den Wahlkreis Weymouth and Melcombe Regis sowie anschließend bis 1832 den Wahlkreis St Mawes.
1829 wurde er von Premierminister Arthur Wellesley, 1. Duke of Wellington, als Nachfolger von Nicholas Conyngham Tindal zum Solicitor General von England und Wales ernannt und war als solcher bis zu seiner Ablösung durch William Horne im November 1830 Stellvertreter des Attorney General und damit einer der wichtigsten Berater der Krone und der Regierung. Zugleich wurde er 1829 zum Knight Bachelor geschlagen und führte fortan den Namenszusatz „Sir“.

### Lordkanzler

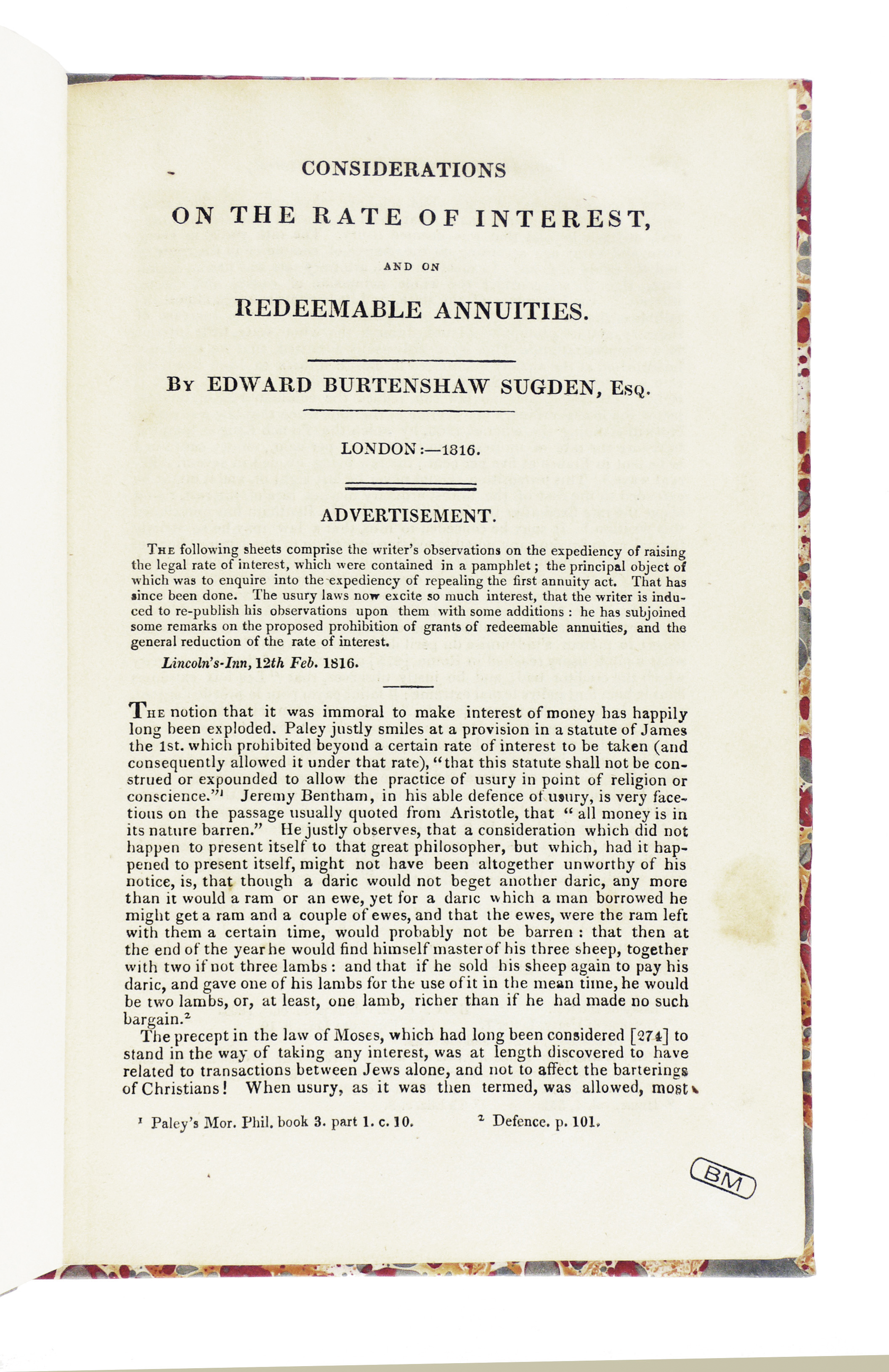
Considerations on the rate of interest, 1816

Als Nachfolger von William Plunket, 1. Baron Plunket, war Sugden, der 1834 Mitglied des Privy Council von Großbritannien wurde, 1835 erstmals Lordkanzler von Irland im Kabinett von Premierminister Robert Peel und zugleich Mitglied des Privy Council von Irland. Nach kurzer Amtszeit folgt ihm William Plunket, 1. Baron Plunket, 1835 wieder als Lordkanzler von Irland.
1837 wurde Sugden dann für die Tories wieder zum Abgeordneten in das House of Commons gewählt und vertrat nunmehr bis 1841 den Wahlkreis Ripon. Im Anschluss übernahm er zwischen August 1841 und Juni 1846 im Kabinett von Premierminister Robert Peel abermals das Amt des Lordkanzlers von Irland und war damit Nachfolger von John Campbell, 1. Baron Campbell. Im Juni 1846 folgte ihm Maziere Brady in diesem Amt.
Premierminister Edward Geoffrey Smith Stanley, 14. Earl of Derby, berief Sugden schließlich am 27. Februar 1852 zum Nachfolger von Thomas Wilde, 1. Baron Truro, als Lordkanzler von England und Wales (Lord Chancellor). Er übte dieses Amt bis zum Ende von Derbys Amtszeit am 19. Dezember 1852 und der damit verbundenen Ablösung durch Robert Rolfe, 1. Baron Cranworth, aus.
Durch ein Letters Patent vom 1. März 1852 wurde Sugden als Hereditary Peer mit dem Titel Baron Saint Leonards, of Slaugham in the County of Sussex, erhoben und gehörte damit bis zu seinem Tod dem House of Lords an. Zeitweilig fungierte er auch als High Steward von Kingston upon Thames.
Aus seiner am 23. Dezember 1808 geschlossenen Ehe mit Winifred Knapp gingen vier Kunder hervor. Da sein einziger Sohn jedoch vor ihm am 20. Dezember 1866 verstarb, erbte dessen Sohn Edward Burtenshaw Sugden nach dem Tod seines gleichnamigen Großvaters am 29. Januar 1875 den Titel.